# مسجد الفيحاء

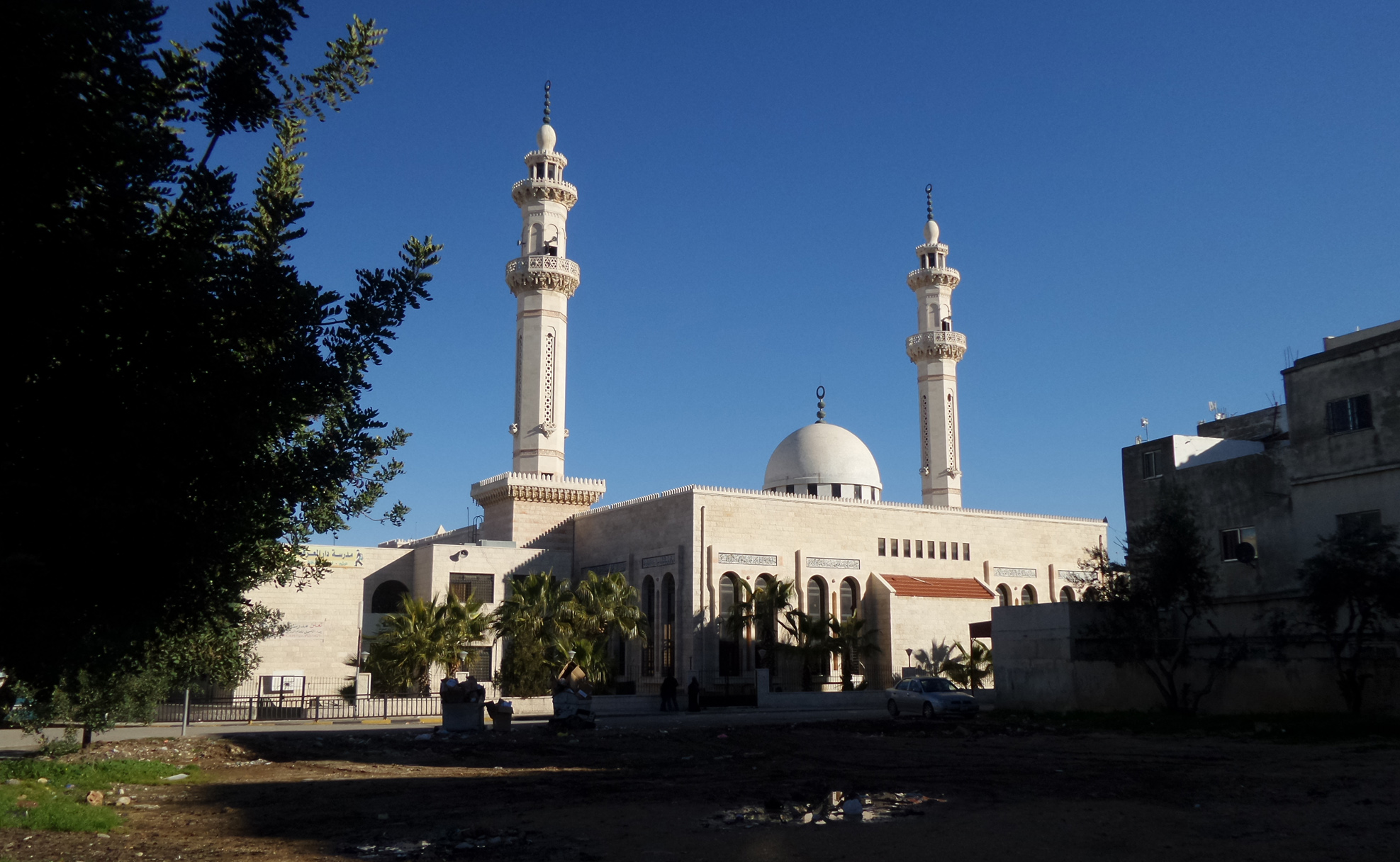
مسجد الفيحاء

مسجد الفيحاء، أحد مساجد مدينة عمان الأردنية، ويقع في منطقة العبدلي. وهو مبني على هيئة مساجد سوريا التراثية القديمة. يقام فيه نشاطات متعددة مثل إحياء لذكرى المولد النبوي ونشاطات خيرية واجتماعية.